# Crivăț
Crivăț, une commune de Roumanie situé dans le județ de Călărași.
Le crivăț (prononcé ˈkrivət͡s) est un vent de nord-est provenant de Russie qui souffle sur la Moldavie, la Dobroudja et la plaine du Bărăgan (en Roumanie).
En hiver, il souffle à 30-35 m/s (108-126 km/h), créant des conditions propices à un blizzard.